# العلاقات البلجيكية السويسرية
العلاقات البلجيكية السويسرية هي العلاقات الثنائية التي تجمع بين بلجيكا وسويسرا.

## مقارنة بين البلدين
هذه مقارنة عامة ومرجعية للدولتين:
| وجه المقارنة                                              | بلجيكا                                                                              | سويسرا                                                                                      |
| --------------------------------------------------------- | ----------------------------------------------------------------------------------- | ------------------------------------------------------------------------------------------- |
| المساحة (كم2)                                             | 30.53 ألف                                                                           | 41.28 ألف                                                                                   |
| عدد السكان (نسمة)                                         | 11.37 مليون                                                                         | 8.21 مليون                                                                                  |
| الكثافة السكانية (ن./كم²)                                 | 372.42                                                                              | 198.89                                                                                      |
| العاصمة                                                   | بروكسل                                                                              | برن                                                                                         |
| اللغة الرسمية                                             | اللغة الهولندية، لغة فرنسية، اللغة الألمانية                                        | اللغة الألمانية، اللغة الإيطالية، لغة فرنسية، اللغة الرومانشية، الألمانية السويسرية الموحدة |
| العملة                                                    | يورو، فرنك بلجيكي                                                                   | فرنك سويسري                                                                                 |
| الناتج المحلي الإجمالي (بليون دولار)                      | 492.68 مليار                                                                        | 678.89 مليار                                                                                |
| الناتج المحلي الإجمالي (تعادل القوة الشرائية) بليون دولار | 514.74 مليار                                                                        | 518.07 مليار                                                                                |
| الناتج المحلي الإجمالي الاسمي للفرد دولار أمريكي          | 40.32 ألف                                                                           | 80.94 ألف                                                                                   |
| الناتج المحلي الإجمالي للفرد دولار أمريكي                 | 43.44 ألف                                                                           | 59.54 ألف                                                                                   |
| مؤشر التنمية البشرية                                      | 0.890                                                                               | 0.930                                                                                       |
| رمز المكالمات الدولي                                      | +32                                                                                 | +41                                                                                         |
| رمز الإنترنت                                              | .be                                                                                 | .ch، .swiss ‏                                                                                |
| المنطقة الزمنية                                           | توقيت وسط أوروبا، ت ع م+01:00، ت ع م+02:00، توقيت وسط أوروبا الصيفي، أوروبا/بروكسل ‏ | توقيت وسط أوروبا، ت ع م+01:00، ت ع م+02:00، أوروبا/زيورخ ‏                                   |

## مدن متوأمة
في ما يلي قائمة باتفاقيات التوأمة بين مدن بلجيكية وسويسرية:
- ترتبط Rochefort, Belgium [الإنجليزية]‏ مع مورس باتفاقية توأمة.
- ترتبط Kasterlee [الإنجليزية]‏ مع Plaffeien [الإنجليزية]‏ باتفاقية توأمة.
- ترتبط Frameries [الإنجليزية]‏ مع لا شو دو فون باتفاقية توأمة منذ 1979.
- ترتبط فورين مع Vellerat [الإنجليزية]‏ باتفاقية توأمة.
- ترتبط زيلزاته مع ساير باتفاقية توأمة.

## منظمات دولية مشتركة
يشترك البلدان في عضوية مجموعة من المنظمات الدولية، منها:
| علم المنظمة | اسم المنظمة                               | تاريخ انضمام بلجيكا | تاريخ انضمام سويسرا |
| ----------- | ----------------------------------------- | ------------------- | ------------------- |
|             | مؤسسة التمويل الدولية                     | 27 ديسمبر 1956      | 29 مايو 1992        |
|             | يونسكو                                    | 29 نوفمبر 1946      | 28 يناير 1949       |
|             | مجموعة أستراليا                           | 1985                | 1987                |
|             | المرصد الأوروبي الجنوبي                   | 1962                | 1982                |
|             | اتحاد المدفوعات الأوروبي ‏                 | ?                   | ?                   |
|             | مجموعة الموردين النوويين                  | ?                   | ?                   |
|             | الوكالة الدولية للطاقة                    | ?                   | ?                   |
|             | مؤسسة التنمية الدولية                     | 2 يوليو 1964        | 29 مايو 1992        |
|             | منظمة التعاون الاقتصادي والتنمية          | ?                   | ?                   |
|             | المركز الدولي لتسوية المنازعات الاستشارية | 26 سبتمبر 1970      | 14 يونيو 1968       |
|             | وكالة ضمان الاستثمار متعدد الأطراف        | 18 سبتمبر 1992      | 12 أبريل 1988       |
|             | منظمة حظر الأسلحة الكيميائية              | ?                   | ?                   |
|             | المنظمة الأوروبية لسلامة الملاحة الجوية   | 1960                | 1992                |
|             | البنك الإفريقي للتنمية                    | ?                   | ?                   |
|             | الأمم المتحدة                             | 27 ديسمبر 1945      | 10 سبتمبر 2002      |
|             | الاتحاد الدولي للاتصالات                  | 1866                | 1866                |
|             | منظمة الشرطة الجنائية الدولية             | ?                   | ?                   |
|             | البنك الدولي للإنشاء والتعمير             | 27 ديسمبر 1945      | 29 مايو 1992        |
|             | منظمة الأمن والتعاون في أوروبا            | 25 يونيو 1973       | 25 يونيو 1973       |
|             | وكالة الفضاء الأوروبية                    | ?                   | ?                   |
|             | الاتحاد البريدي العالمي                   | ?                   | ?                   |
|             | منظمة التجارة العالمية                    | ?                   | ?                   |
|             | الفريق المعني برصد الأرض                  | ?                   | ?                   |
|             | بنك التنمية الآسيوي                       | 1966                | 1967                |
|             | نظام تحكم تكنولوجيا القذائف               | 1990                | 1992                |
|             | مجلس أوروبا                               | ?                   | ?                   |

## أعلام
هذه قائمة لبعض الشخصيات التي تربطها علاقات بالبلدين:
- أوليفر نوفيل (لاعب كرة قدم ألماني، 1 مايو 1973[27] – )

## وصلات خارجية
- موقع وزارة الخارجية البلجيكية
- موقع وزارة الخارجية السويسرية